# حملة أمريكية من أجل حقوق الفلسطينيين
الحملة الأمريكية من أجل حقوق الفلسطينيين (USCPR)، والمعروفة سابقًا باسم الحملة الأمريكية لإنهاء الاحتلال الإسرائيلي، هي مجموعة مناصرة مؤيدة للفلسطينيين تدافع عن حقوق الفلسطينيين. تأسست المنظّمة في عام 2001 بعد الانتفاضة الثانية، وتتكون الآن من أكثر من 300 مجموعة عضو في الولايات المتحدة تعمل من أجل المناصرة الفلسطينية. تم إنشاء USCPR بهدف التركيز على "حقوق الإنسان المحرومة" بدلاً من التركيز بشكل صريح على الدولة الفلسطينية.

## أنشطة
يدعو USCPR إلى حملات متعددة، بما في ذلك حركة المقاطعة، وتوفير "مجموعة أدوات حركة المقاطعة" و"مجموعة أدوات سحب الاستثمارات" على موقعه على الإنترنت. كما دعت إلى إلغاء السجون خلال كوفيد-19 ودعت إلى حظر التمويل الأمريكي لسجن الأطفال الفلسطينيين في الأراضي المحتلة.
ساعد USCPR أيضًا في تنظيم احتجاجات مؤيدة للفلسطينيين، بما في ذلك مسيرة في العاصمة، في ضوء حرب 2023 في غزة. ويعتبر المجلس الأمريكي للحقوق المدنية والسياسية من بين أكبر المجموعات الداعمة للحركة الاحتجاجية لحرب غزة. كما شجع USCPR النشاط الطلابي من أجل وقف إطلاق النار، ودعم مثل هذه المجموعات الطلابية.
في سبتمبر 2018، دعا USCPR ممثلة الولايات المتحدة بيتي ماكولوم إلى حدث لشكرها على رعايتها لمشروع قانون، تعزيز حقوق الإنسان من خلال إنهاء قانون الاحتجاز العسكري الإسرائيلي للأطفال الفلسطينيين. في هذا الحدث، أصبح ماكولوم أول ممثل في الولايات المتحدة يصف إسرائيل بأنها دولة فصل عنصري.
أثناء الغزو الإسرائيلي لقطاع غزة (2023 إلى الوقت الحاضر)، ساعد مكتب USCPR في تدريب ودعم المتظاهرين خلال الاحتجاجات المؤيدة للفلسطينيين في الجامعات في عام 2024. كما نظّمت حملة بريد إلكتروني ومكالمات هاتفية للممثلين المحليين أرسلت ما يقرب من مليون رسالة بريد إلكتروني وأكثر من 100 ألف مكالمة تحثّ على وقف إطلاق النار.

## عضوية
ومن الجدير بالذكر أن لجنة USCPR تضمّ كلا من الأمريكيين الفلسطينيين واليهود الأمريكيين وحلفاء آخرين يعملون بالتضامن مع مجموعات الحرم الجامعي لإنشاء برامج تسلط الضوء على ما يعتبرونه فصلًا عنصريًا إسرائيليًا. على سبيل المثال، عقدت منظّمة USCPR حدثًا مع منظمة الصوت اليهودي من أجل السلام ومنظمة طلاب من أجل العدالة في فلسطين لجامعة جورج تاون لمناقشة رحلات حق الولادة الإسرائيلية وسياقها ضمن ما يعتبرونه استعمارًا استيطانيًا إسرائيليًا.

## استقبال
تعتبر منظمة USCPR واحدة من أهم المنظمات المؤيدة للفلسطينيين في الولايات المتحدة. اعتبارًا من عام 2020، تعد USCPR واحدة من المنظّمات التي أدرجتها إسرائيل على القائمة السوداء، بحيث يتم ترحيل نشطائها من ذلك البلد.
في عام 2019، تم رفع دعوى قضائية ضد اللجنة الأمريكية للحقوق المدنية والسياسية من قبل الصندوق القومي اليهودي الإسرائيلي و 12 مواطنًا أمريكيًا إسرائيليًا بزعم تقديم الدعم المادي من خلال حركة مقاطعة إسرائيل (BDS) للأنشطة الإرهابية خلال مسيرة العودة الكبرى عام 2018. جادل النّقاد بأن الدعوى القضائية كانت تافهة ومصممة لمكافحة حركة المقاطعة وسحب الاستثمارات وفرض العقوبات من خلال "حرب القانون". تمّ رفض الدعوى في وقت لاحق، حيث حكم القضاة بأن المدعين فشلوا في تقديم أي صلة كافية بالإرهاب.
في عام 2023، في ضوء هجمات 7 أكتوبر التي شنتها حماس، ألغيت فنادق هيلتون المؤتمر السنوي لـ USCPR بسبب مخاوف مزعومة تتعلق بالسلامة والأمن. قال USCPR إن الإلغاء كان تمييزيًا. وقد أثار الحدث اهتمامًا إعلاميًا محافظًا، ممّا دعا إلى حملة ضغط لمطالبة هيلتون بإلغاء الحدث.